# Cyrtosperma merkusii
Cyrtosperma merkusii är en kallaväxtart som först beskrevs av Justus Carl Hasskarl, och fick sitt nu gällande namn av Heinrich Wilhelm Schott. Cyrtosperma merkusii ingår i släktet Cyrtosperma och familjen kallaväxter. Inga underarter finns listade.

## Bildgalleri

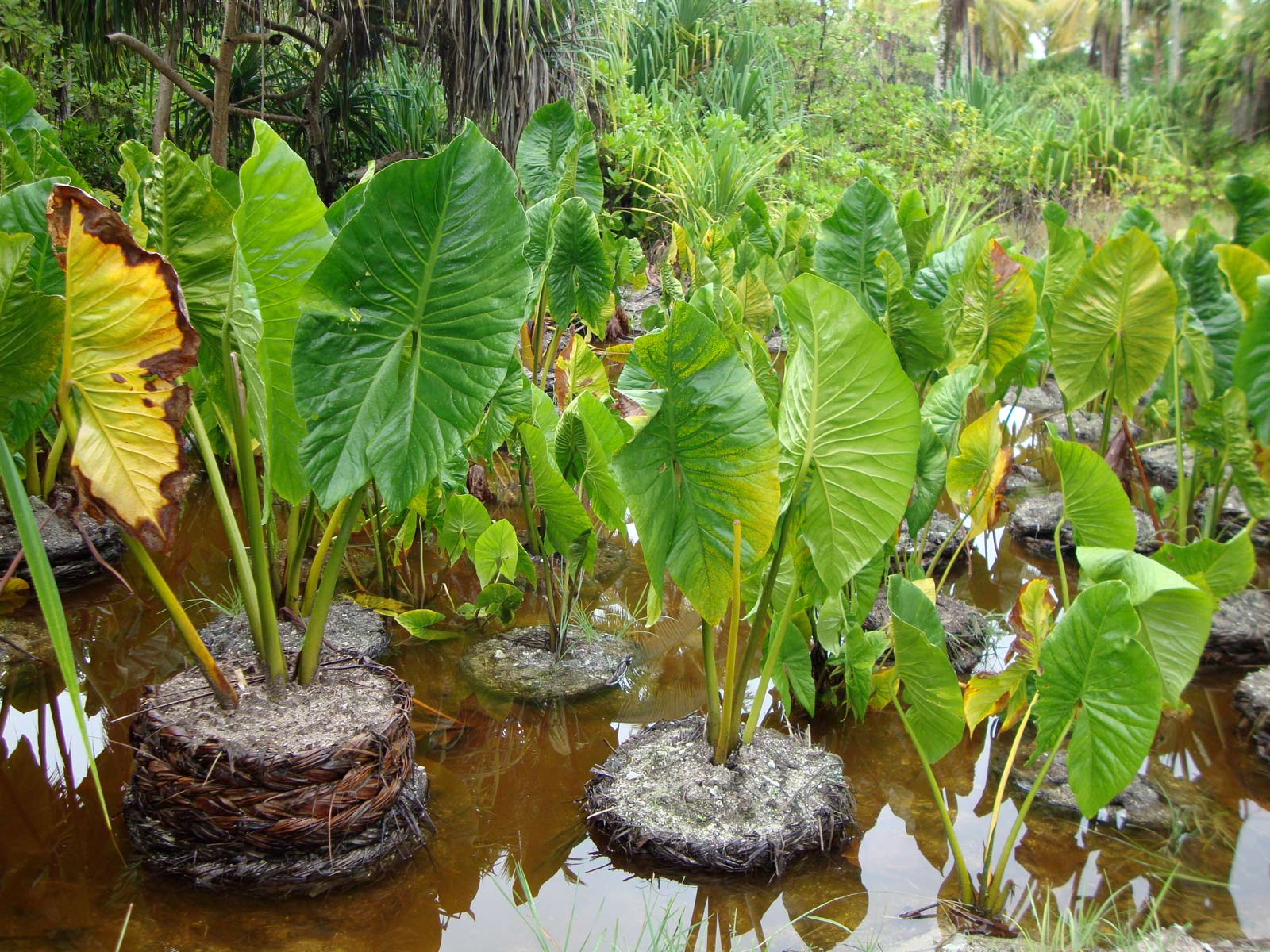